# Den förnäme klienten
Den förnäme klienten (engelska: The Adventure of the Illustrious Client) är en av Sir Arthur Conan Doyles 56 noveller om detektiven Sherlock Holmes. Novellen publicerades första gången 1924, och ingår även i novellsamlingen The Case-Book of Sherlock Holmes från 1927.

## Handling
Det är 1902. Sir James Damery kommer till Sherlock Holmes och doktor Watson med sin förnäme klients problem (dennes identitet avslöjas aldrig för läsaren, även om Watson kommer på vem det är i novellens slut). Den unga Violet de Merville har blivit vilt förälskad i den sadistiske baron Adelbert Gruner från Österrike. Holmes är övertygad om att Gruner är skyldig till mord på sin förra fru, liksom flera andra brott han aldrig kunnat fällas för.
Violet är mycket envis och är fast besluten att gifta sig med baronen. Han har berättat för henne om sina skumraskhistorier i det förflutna, men alltid vinklat berättelserna så att han framstår som en oskyldig martyr. Holmes lägger upp en plan för hur de ska försöka få Violet att inse baronens verkliga natur. Ett steg i planen är att Watson får i uppdrag att på 24 timmar läsa allt han kan om kinesiskt porslin. Även om Watson inte förstår varför han måste göra detta, så känner han Holmes tillräckligt väl för att inse att det finns en viktig anledning. Nästa dag ger Holmes honom ett falskt visitkort som utger honom för att vara "Doktor Hill Barton". Han får också ett porslinsfat av äkta äggskalsporslin från Mingdynastin och ska utge sig för att vara porslinssamlare och besöka baron Gruner, som visat sig vara en stor porslinssamlare, för att avleda hans uppmärksamhet medan Holmes planerar ett inbrott i Gruners hem. De får hjälp av Kitty Winter, en kvinna som har råkat ur för Gruner och fått känna av vilket fä han är. Det slutar med att Kitty kastar syra i ansiktet på Gruner. Watson och Holmes får en förteckning av Gruners egen hand på alla hans erövringar vilket spräcker relationen till Violet.

## Filmatisering
Novellen har filmatiserats 1991 med Jeremy Brett i huvudrollen.